# Clemente da Noto
Padre Clemente da Noto (Noto, 1558 – Siracusa, 22 settembre 1631) è stato un religioso e presbitero italiano,  ministro generale dell'Ordine dei frati minori cappuccini (O.F.M.Cap.) dal 1618 al 1625.

## Biografia
Vestì l'abito cappuccino nel 1579, all'età di sedici anni, e gli fu assegnato il nome di Clemente da Noto. 
Ultimati gli studi filosofico-teologici e ricevuta l'ordinazione presbiterale, ricoprì diversi incarichi: direttore degli studenti; docente di filosofia e teologia; definitore provinciale; ministro provinciale di Siracusa (ruolo che esercitò per quattro mandati, rispettivamente nel: 1590, 1594, 1603 e 1609); ministro provinciale di Cosenza; commissario generale nelle province di Palermo, Messina e Reggio Calabria; definitore generale.
Dal 1613 al 1618 rivestì il delicato ruolo di procuratore generale dell'Ordine; a tal riguardo così riferisce lo storico Samuele Nicosia, nelle sue Memorie storiche: 
A coloro che si meravigliavano di tanta predilezione verso il padre Clemente da Noto, con piacevolezza soleva dire: “Inveni virum secundum cor meum”
.»
La stima che l'Ordine nutriva per lui fu tale che, nel capitolo generale del 1618, venne eletto ministro generale, carica che ricoprì fino al 1625 (a lui successe il conterraneo, nonché suo segretario, padre Giovanni Maria da Noto). Durante il suo mandato visitò diverse province dell'Ordine e scrisse due lettere circolari. Inoltre, nel 1619, durante il primo anno del suo governo, l'Ordine acquistò piena autonomia giuridica. 
Sono diversi gli scritti che, di lui, si conservano, mentre altri sono andati perduti; cosi riporta, ancora, il Nicosia: 
.»
Nel 1625, terminato il suo mandato da ministro generale, si ritirò presso il convento di Siracusa, dove morì, all'età di 73 anni, il 22 settembre 1631.
Di Clemente da Noto si conservano tre ritratti: uno nella biblioteca comunale di Noto; un altro, un affresco, nell’ex-refettorio del convento di Noto; un terzo ritratto è custodito nel convento dei cappuccini di Sortino.